# محمدآباد گفت
محمدآباد گفت، روستایی است از توابع بخش هلالی و در شهرستان جغتای استان خراسان رضوی ایران.

## جمعیت
این روستا در دهستان پایین جوین قرار داشته و بر اساس سرشماری مرکز آمار ایران در سال ۱۳۹۰، جمعیت آن ۲٬۷۱۹ نفر (۷۴۰ خانوار)
بوده است.